# Protapanteles neparallelus
Protapanteles neparallelus är en stekelart som beskrevs av Kotenko 2007. Protapanteles neparallelus ingår i släktet Protapanteles och familjen bracksteklar. Inga underarter finns listade i Catalogue of Life.